# Кизильник холодный
Кизильник холодный (лат. Cotoneaster frigidus) — вид цветковых растений рода Кизильник (Cotoneaster) семейства Розовые (Rosaceae), произрастающих в холодных областях Гималаев.

## Ботаническое описание
Листопадное или полувечнозелёное дерево или кустарник с раскидистыми ветвями, вырастающий до 10 м.
Веточки пурпурно-коричневые или серовато-коричневые, угловатые, вначале войлочно-опушенные, голые. Черешок 4–7 мм, опушенный; прилистники коричневые, линейно-ланцетные, 4–6 мм, войлочно-опушенные.
Листья заострённые, осенью желтеют или краснеют. Листовая пластинка от узкоэллиптической до яйцевидно-ланцетной, 3,5–8 (–12) × 1,5–3 (–4,5) см, жилки приподняты абаксиально и слегка вдавлены адаксиально, абаксиально вначале войлочно-опушенные, постепенно голые, в старости почти голые, адаксиально обычно голые, основание от клиновидных до ширококлиновидных, вершина острая или тупая, иногда остроконечная с шиповидным острием.
Цветки кремовые, около 0,8 см в диаметре, густо опушенные, собранные в сложные плотные щитки 4–6 × 3–5 см, ок. 20–40-цветковые. Цветы распускаются ранней весной, при вдыхании вблизи имеют неприятный запах гниющей рыбы.

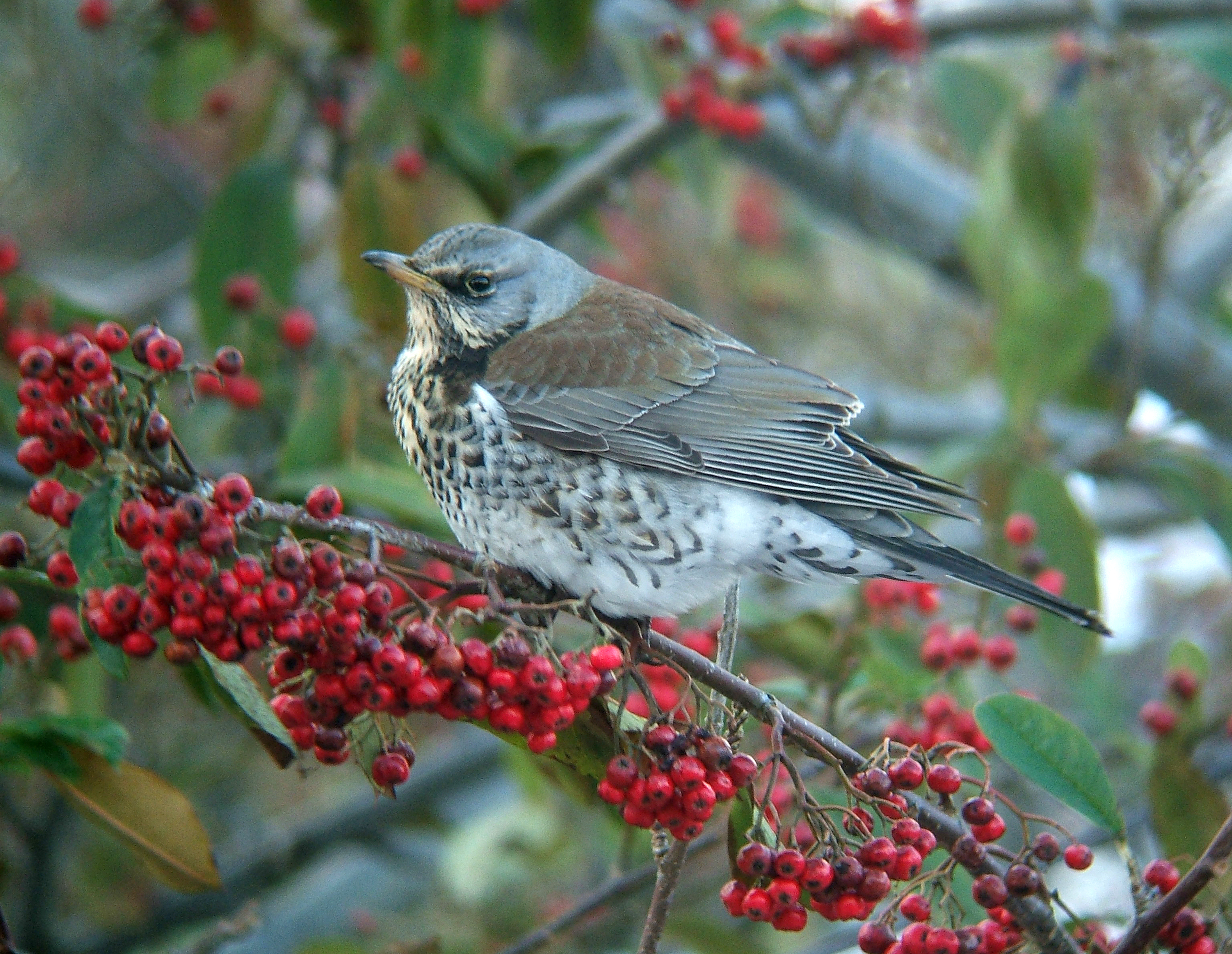
Turdus pilaris питается ягодами Cotoneaster frigidus.

Плоды — ярко-красные яблочки 4–5 мм в диаметре, которые собраны в многочисленные кисти, сохраняющиеся и зимой если их не съедают птицы.
Число хромосом 2n = 34.
Места обитания: долины рек, широколиственные леса на склонах; 2800–3300 м. Бутан, Северная Индия, Непал, Сикким.

## Применение
Декоративное растение. Широко выращивается в парках и садах в регионах с умеренным климатом. В культуре достигает 6 м высотой. Неприхотливое и простое в уходе, быстрорастущее растение, устойчивое к загрязненному воздуху. Можно сформировать его как дерево с одним стволом и сферической кроной или как свободно растущую живую изгородь.
Более компактный сорт Cornubia (= C. × watereri 'Cornubia') получил награду Королевского садоводческого общества «За заслуги перед садом». Он вырастает до 6 метров (20 футов).